# Doris Reynolds
Pour les articles homonymes, voir Reynolds.
Doris Livesey Reynolds, également connue sous le nom de son épouse Doris Holmes (1er juillet 1899 - 10 octobre 1985) est une géologue britannique, connue pour ses travaux sur le métasomatisme dans les roches et son rôle dans la « controverse du granit ». Elle est la première femme à être élue membre de la Royal Society of Edinburgh.

## Jeunesse et éducation
Doris Livesey Reynolds naît le 1er juillet 1899 à Manchester, d'Alfred Reynolds et Louisa Livesey. Ses parents déménage de Belfast à Manchester juste avant sa naissance. Reynolds fréquente d'abord l'école d'Essex, puis poursuit ses études au Bedford College, où elle obtient un diplôme en géologie en 1920. Pendant son séjour à Bedford, elle étudie auprès de deux des géologues féminines les plus célèbres de l'époque, Catherine Raisin et Gertrude Ellis, qui encouragent son intérêt pour la pétrologie,.

## Carrière géologique
Reynolds enseigne à l'University College de Londres après avoir obtenu son diplôme, puis à l'Université Queen's de Belfast entre 1921 et 1926 en tant qu'assistante d'Arthur Dwerryhouse et de John Kaye Charlesworth. Ses premiers travaux se concentrent sur la géologie de l'Irlande du Nord, en particulier les grès du Trias du nord-est, où elle découvre le feldspath potassique authigène. Elle travaille également avec des schistes albitiques, découvrant l'origine métasomatique de l'albite, qui a une corrélation avec des augmentations de soude. Les travaux de Reynolds se concentrent sur les conditions géochimiques et structurelles qui contribuent à la formation de roches par métasomatisme. Tout en effectuant des travaux sur le terrain sur l'île de Colonsay, elle découvre que les xénolithes locaux de quartzite dans la hornblendite étaient métasomatiquement transformés en micropégmatite. Reynolds reste intéressée par l'Irlande et y voyage souvent avec son mari au cours de sa vie. En 1926, elle revient en tant que chargée de cours au Bedford College et en 1927, elle obtient un doctorat en sciences.
Lors d'une excursion avec des étudiants dans la péninsule d'Ardnamurchan en 1931, Reynolds rencontre Arthur Holmes, professeur de géologie à l'Université de Durham. Elle accepte son offre d'un poste d'enseignante à Durham, et après la mort de la première femme de Holmes, ils se marient en 1939. Lorsque Holmes devient professeur Regius de géologie à l'Université d'Édimbourg en 1942, Reynolds devient chercheuse honoraire. Il s'agit d'un poste d'enseignement et de recherche informel et non rémunéré au sein du département de géologie. Reynolds développe la théorie de la « granitisation » au cours des années 40, dans le but d'expliquer la formation de granit dans la croûte terrestre. La théorie postulait que le granit dans la croûte terrestre formait des fluides remontant à travers la croûte, les transformant chimiquement en granit. C'était une théorie controversée qui s'est révélée source de division jusqu'aux années 1960 dans le domaine de la pétrologie et est devenue connue sous le nom de « controverse du granit ». La théorie s'est finalement avérée incorrecte, mais a inspiré des recherches dans un domaine de la géologie jusque-là négligé.
Holmes meurt en 1965 et Reynolds continue à publier une édition révisée de son manuel classique Principles of Physical Geology en 1978. Elle meurt à Hove le 10 octobre 1985.

## Distinctions et prix
Reynolds est la première femme à être élue membre de la Royal Society of Edinburgh en 1949 et reçoit la médaille Lyell de la Geological Society of London en 1960.